# Tiszaeszlár
Tiszaeszlár is een plaats (község) en gemeente in het Hongaarse comitaat Szabolcs-Szatmár-Bereg. Tiszaeszlár telt 2827 inwoners (2001).
De gemeente is bekend vanwege de Tiszaeszlár-affaire die in 1882 plaatsvond: een antisemitisch schandaal.